# Ferozewala
Ferozewala är en stad i distriktet Sheikhupura i den pakistanska provinsen Punjab. Folkmängden uppgick till cirka 140 000 invånare vid folkräkningen 2017.